# Sébastien Ogier

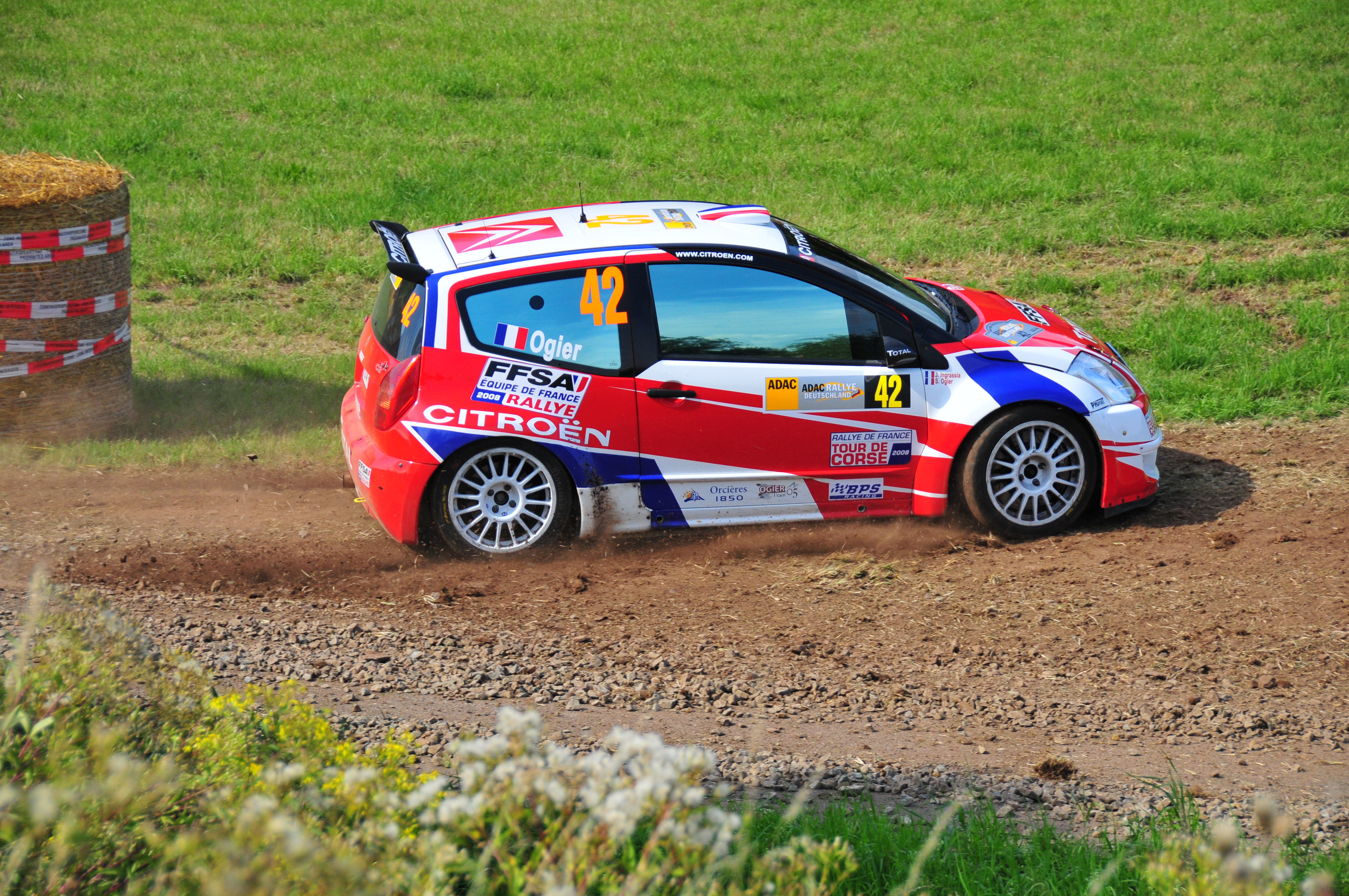
Ral·li d'Alemanya 2008.

Sébastien Ogier (Gap, França, 17 de desembre de 1983) és un pilot de ral·lis francès. El seu copilot habitual ha estat Julien Ingrassia, si bé després de la retirada d'aquest passà a ser Benjamin Veillas.
És el segon pilot amb més títols al Campionat Mundial de Ral·lis amb 8, tan sols superat per Sébastien Loeb amb 9. Sis d'aquests títols els ha guanyat de forma consecutiva. Ha estat guanyador en 58 ral·lis del Campionat Mundial de Ral·lis, una xifra tan sols superada per Sébastien Loeb.
També ha guanyat el Campionat Mundial de Ral·lis júnior de l'any 2008 i és el pilot amb major nombre de victòries a la mítica prova del Ral·li de Monte-Carlo amb 10 (9 de forma puntuable pel WRC i 1 pel IRC).

## Trajectòria
L'any 2007 va guanyar la Copa Peugeot 206 francesa, fet que li va permetre disputar el Campionat Mundial de Ral·lis júnior complet de la temporada 2008 amb l'equip France FFSA pilotant un Citroën C2 S1600. Aquella temporada va guanyar el Campionat Mundial Júnior i Citroën el va premiar deixant-li disputar el Ral·li de Gal·les amb un Citroën C4 WRC, amb el qual va aconseguir un "scratch".
L'any 2009, amb un Peugeot 207 S2000, va obtenir la victòria en el prestigiós Ral·li de Monte-Carlo, prova que formava part de l'Intercontinental Rally Challenge, campionat del qual no va disputar cap més prova.

### Citroën (2009-2011)
L'any 2009 Ogier fitxa pel Citroën Junior Team per disputar el Campionat Mundial de Ral·lis. En aquesta primera temporada aconsegueix un podi al Ral·li de Grècia i finalitza el campionat en vuitena posició.A la temporada següent assoleix diferents podis i guanya el seu primer ral·li mundialistic al Ral·li de Portugal, acabant el campionat en quarta posició.
A partir de la següent temporada, amb la sortida de Dani Sordo del equip, Ogier passa a ser pilot oficial Citroën, compartint equip amb Sébastien Loeb. Aconsegueix 5 victòries i finalitza el campionat en tercera posició. No obstant, al acabar la temporada decideix trencar amb Citroën i fitxar per Volkswagen.

### Volkswagen (2012-2016)
A l'espera d'acabar l'evolució del Volkswagen Polo, el primer any d'Ogier amb Volkswagen el disputa amb un Škoda Fabia S2000, de la categoria S2000. Finalitza el mundial en 10a posició.
El debut del Volkswagen Polo es produeix al Ral·li Monte-Carlo 2013, on Ogier acaba en segona posició. A la següent cita, Ogier guanya el Ral·li de Suècia, convertint-se en el segon pilot no nòrdic en guanyar aquest ral·li i donant la primera victòria al Volkswagen Polo al WRC. Ogier acabaria guanyant clarament el seu primer Campionat Mundial de Ral·lis, assolint en aquella temporada 9 victòries i 2 segons llocs en 13 carreres.
L'any 2014, 2015 i 2016 torna a guanyar el Campionat Mundial, l'any 2014 i 2015 amb 8 victòries per temporada i l'any 2016 amb 6 victòries.
Volkswagen anuncia la seva retirada del WRC al finalitzar la temporada 2016 i Ogier queda sense equip.

### M-Sport (2017-2018)
Ogier fitxa per M-Sport on disputarà dos temporades amb un Ford Fiesta WRC. Ogier sumaria dos Campionats Mundials més amb 2 victòries al 2017 i 4 victòries al 2018.
Després de dos temporades, malgrat que s'especulà amb la seva retirada, Ogier acaba retornant a l'equip Citroën.

### Citroën (2019)
El retorn a Citroën arriba per la porta gran amb la victòria al Ral·li de Monte-Carlo, no obstant, acaba el Campionat en tercera posició amb dos victòries més. Ogier decideix abandonar l'equip, lo que provoca la retirada de Citroën del WRC al no poder disposar d'un pilot punter per la següent temporada.

### Toyota (2020-2025)
Sébastien Ogier fitxa pel Toyota GAZOO Racing WRT on, amb el Toyota Yaris WRC, torna a aixecar-se amb el Campionat Mundial del 2020 i el del 2021. A més a més, aconsegueix dues victòries al 2020 i cinc victòries al 2021.
Al finalitzar la temporada 2021 Ogier anuncia la seva retirada a temps complert del Campionat Mundial de Ral·lis, amb el qual a partir de la temporada 2022 solament correrà alguns ral·lis de forma puntual sense aspiració a lluitar pel campionat mundial. A més a més, el seu copilot Julien Ingrassia es retira de la competició, amb el qual per la temporada 2022 el copilot d'Ogier és Benjamin Veillas. Amb això, la temporada 2022 disputa sis ral·lis, dels quals guanya el Ral·li de Catalunya i queda segon tant a Monte-Carlo com a Nova Zelanda. Ogier finalitza sisè de la classificació del Mundial.
La temporada 2023, amb Vincent Landais de copilot, manté la disputa de ral·lis de forma puntual amb l'equip Toyota, estrenant la temporada amb victòria al Ral·li de Monte-Carlo, la novena de la seva trajectòria, que el convertia en el pilot amb major nombre de victòries en aquesta mítica prova. També guanya el Ral·li de Mèxic i el Ral·li Safari, fet que li permet acabar cinquè del Mundial tot i disputar tan sols vuit de les tretze proves.
De cara a la temporada 2024, de nou es planteja una temporada amb participacions puntuals a 7 o 8 de les proves, però desprès de guanyar a Croàcia, Portugal i Finlàndia, davant la situació de la classificació general, on es trobava en segona posició, anuncià que disputaria les darreres quatre proves per tal d'optar a una nova corona mundial. No obstant, no aconsegueix el seu objectiu i finalitza el Campionat Mundial en quarta posició, havent disputat un total de 10 proves.

## Palmarès
- 8 Campionat Mundial de Ral·lis: 2013, 2014, 2015, 2016 (Volkswagen), 2017, 2018 (Ford), 2020 i 2021 (Toyota)
- 1 Campionat Mundial Júnior de Ral·lis: 2008 (Citroën)

## Victòries al WRC
| Núm. vict. | Ral·lis                    | Any                                                  |
| ---------- | -------------------------- | ---------------------------------------------------- |
| 9          | Ral·li de Monte-Carlo      | 2014, 2015, 2016, 2017, 2018, 2019, 2021, 2023, 2025 |
| 7          | Ral·li de Mèxic            | 2013, 2014, 2015, 2018, 2019, 2020, 2023             |
| 6          | Ral·li de Portugal         | 2010, 2011, 2013, 2014, 2017, 2024                   |
| 5          | Ral·li de la Gran Bretanya | 2013, 2014, 2015, 2016, 2018                         |
| 4          | Ral·li de Sardenya         | 2013, 2014, 2015, 2021                               |
| 4          | Ral·li de Catalunya        | 2013, 2014, 2016, 2022                               |
| 3          | Ral·li d'Alemanya          | 2011, 2015, 2016                                     |
| 3          | Ral·li de Suècia           | 2013, 2015, 2016                                     |
| 3          | Ral·li d'Austràlia         | 2013, 2014, 2015                                     |
| 2          | Ral·li d'Alsàcia           | 2011, 2013                                           |
| 2          | Ral·li de Polònia          | 2014, 2015                                           |
| 2          | Tour de Còrsega            | 2016, 2018                                           |
| 2          | Ral·li de Monza            | 2020, 2021                                           |
| 2          | Ral·li Safari              | 2021, 2023                                           |
| 2          | Ral·li de Finlàndia        | 2013, 2024                                           |
| 2          | Ral·li de Croàcia          | 2021, 2024                                           |
| 1          | Ral·li del Japó            | 2010                                                 |
| 1          | Ral·li de Jordània         | 2011                                                 |
| 1          | Ral·li Acròpolis           | 2011                                                 |
| 1          | Ral·li de Turquia          | 2019                                                 |